# WorldWideWeb
WorldWideWeb（後來為了避免與全球資訊網混淆而改名為Nexus）是世界上第一個網頁瀏覽器及所見即所得網頁編輯器，由全球資訊網的發明人提姆·柏內茲-李開發。